# Kucsuláta
Kucsuláta (románul Cuciulata, németül Katscheloden) falu Romániában, Erdélyben, Brassó megyében.

## Fekvése
Kőhalomtól 13 km-re dél–délkeletre, az Olt folyótól kb. 3 km-re fekszik.

## Nevének eredete
Első említése 1372-ből való: Koczolad vagy "Kotzalad". Kiss Lajos Iorgu Iordan-ra hivatkozva a román căciulat ('süveges', pontosabban 'bundasapkás') szóból származtatja, valószínűleg személynévi áttétellel, jóllehet ezt a lehetőséget mind a magyar, mind a román toponímiában jártas  Nicolae Drăganu elvetette, és tisztázatlannak tartotta a helynév eredetét.

## Története
Fogarasföldi román falu volt. 1632-ben a I. Rákóczi Györgynek kőből készült udvarháza állt benne, zsindelyezett tornáccal, négy bútorozott szobával, a pincében 44 hordó borral. Ekkor 50 jobbágycsalád lakta és 28 háza pusztán állt. 1722-ben 13 bojár- és 310 jobbágycsalád lakta. Apor Péter írja Metamorphosis Transylvaniae című művében, hogy a csokoládét erdélyi megjelenése után tréfás népetimológiával kucsulátának nevezték a főnemesi családokban. Ortodox szerzetesi közösségét csak 1758-ban említették. 1876-tól Fogaras vármegyéhez tartozott.

## Lakossága
1850-ben 1155 lakosából 1042 román, 78 cigány és 26 magyar nemzetiségű, 1043 ortodox, 78 görögkatolikus és 18 római katolikus vallású volt.
1900-ban 1493 lakosából 1376 román és 111 magyar anyanyelvű, 1341 ortodox, 58 református, 35 görögkatolikus, 25 római katolikus, 17 unitárius és 16 zsidó vallású volt. 36%-uk írt–olvasott, a nem magyar anyanyelvűek 14%-a beszélt magyarul. Magyar lakóinak többsége a Kincstári major nevű külterületen élt.
2002-ben az 1335 főből 1074 román és 252 cigány nemzetiségű, 1228 ortodox és 86 pünkösdista vallású.

## Látnivalók
- Ortodox fatemploma 1749-ben, a kőtemplom 1784 és 1791 között épült
- Aron Pumnul-emlékház

## Híres emberek
- Itt született 1818-ban Aron Pumnul nyelvész.
- Itt született 1892-ben Sonia Cluceru színésznő.

## Képek

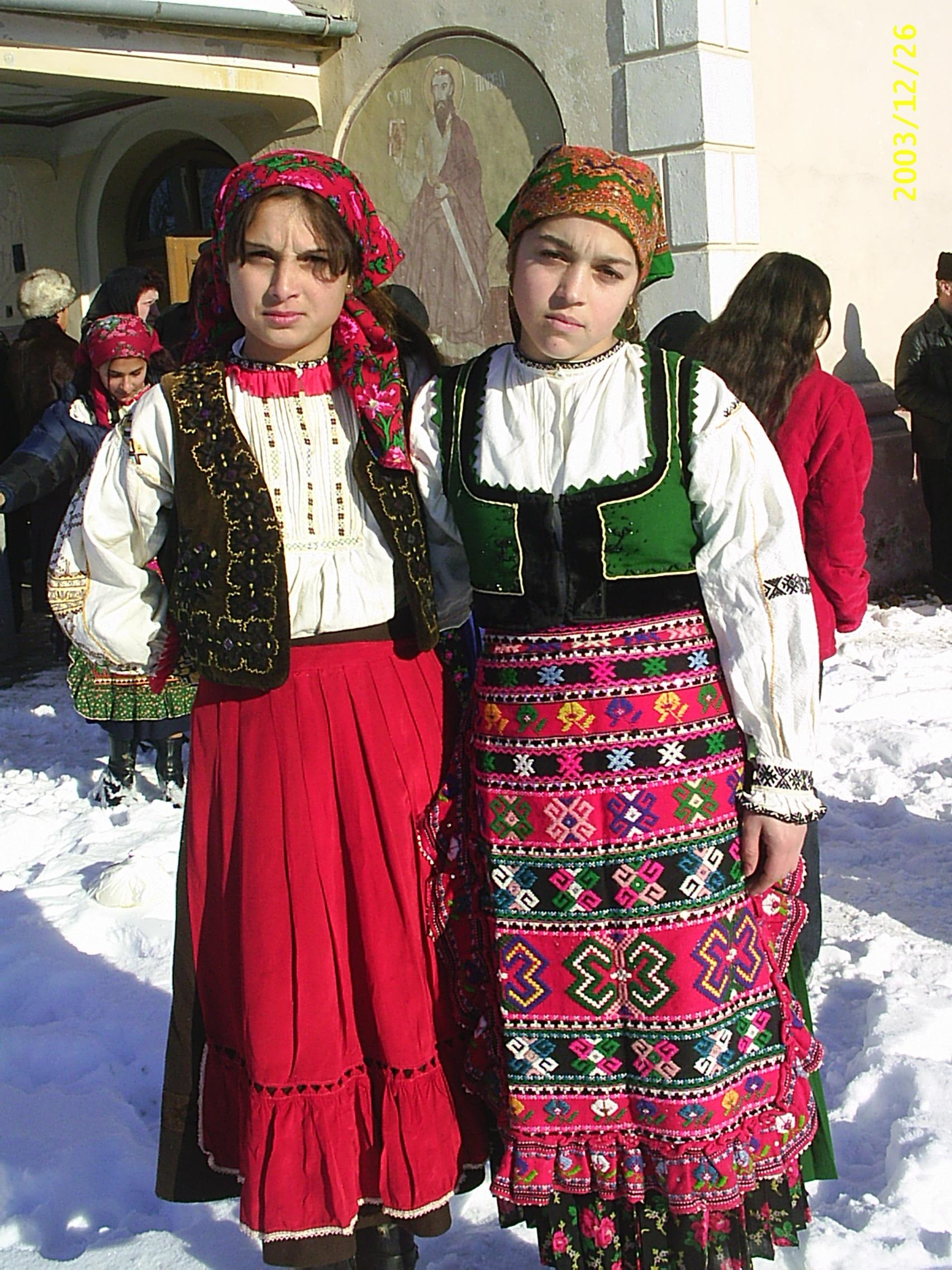
Kucsulátai lányok viseletben
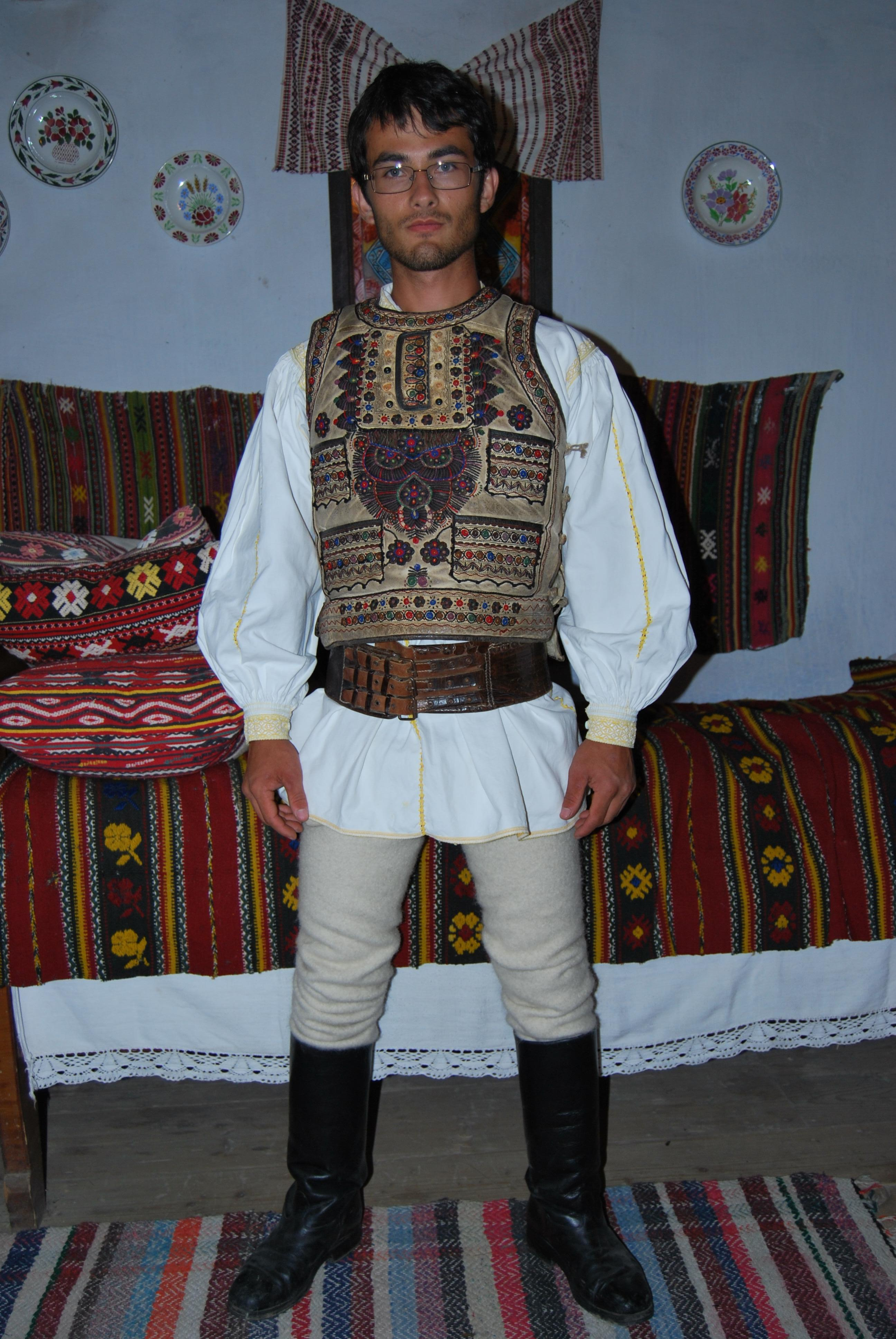
Kucsulátai fiú viseletben
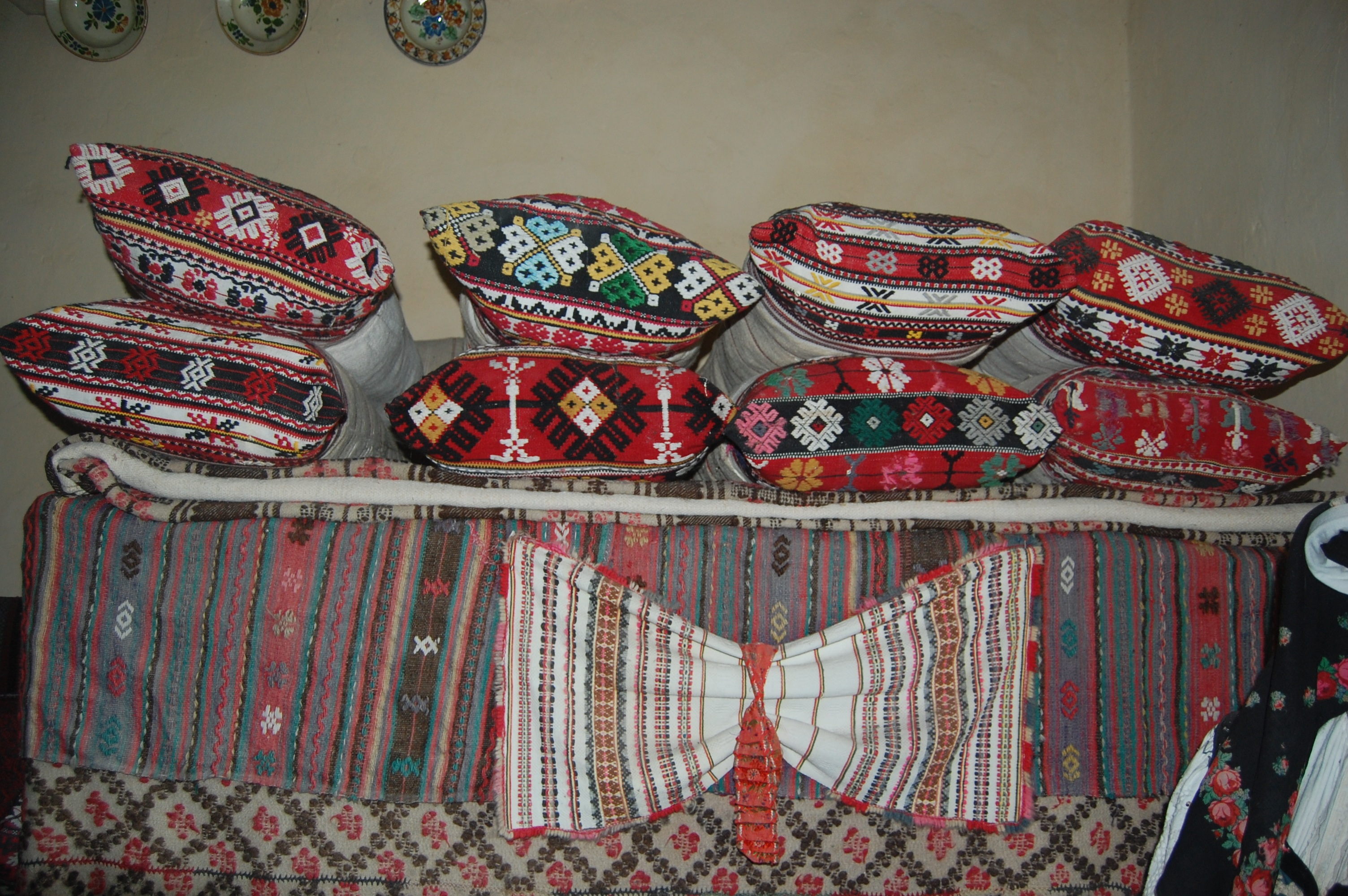
Rakott ágy a falumúzeumban
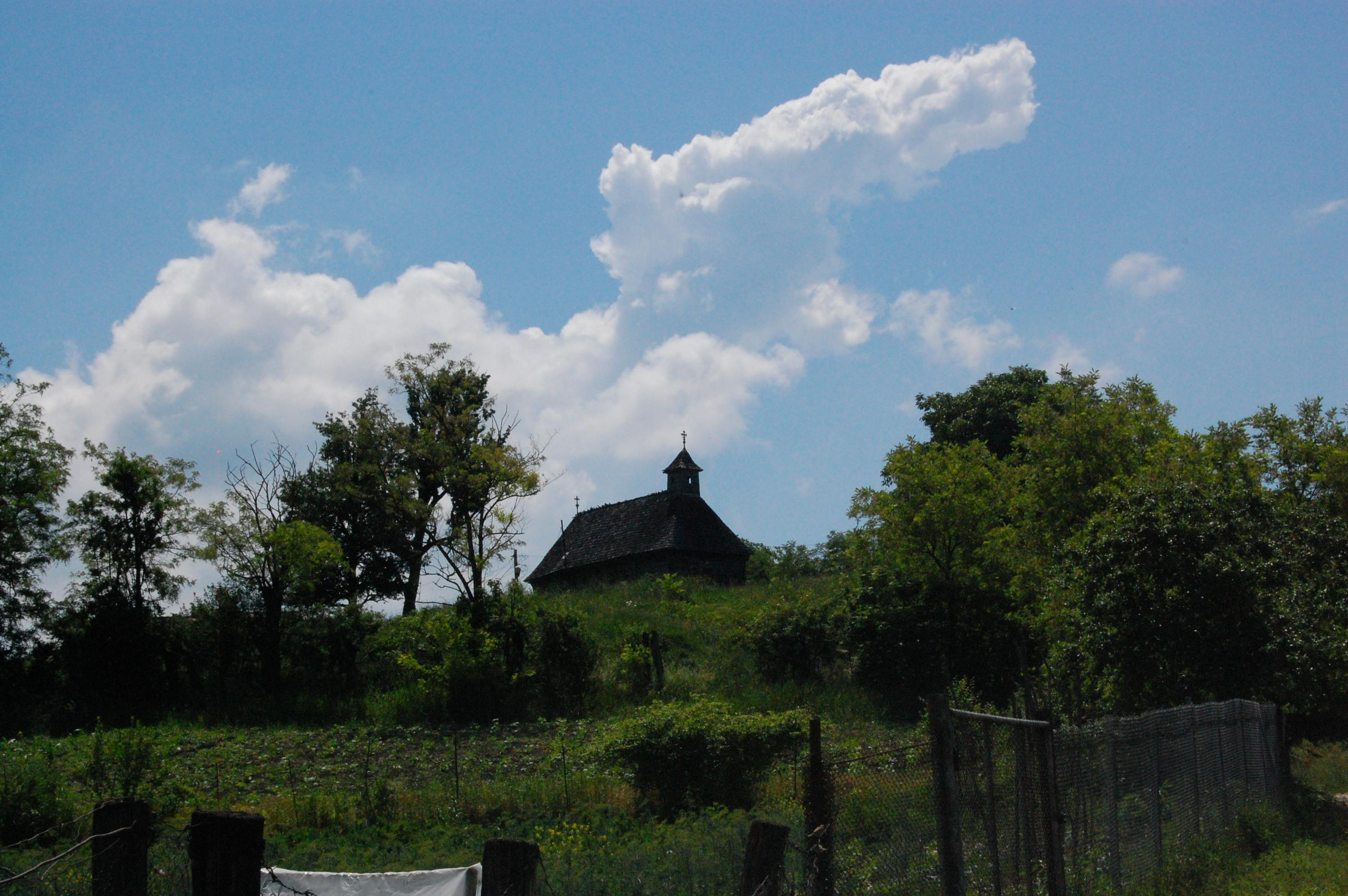
A fatemplom
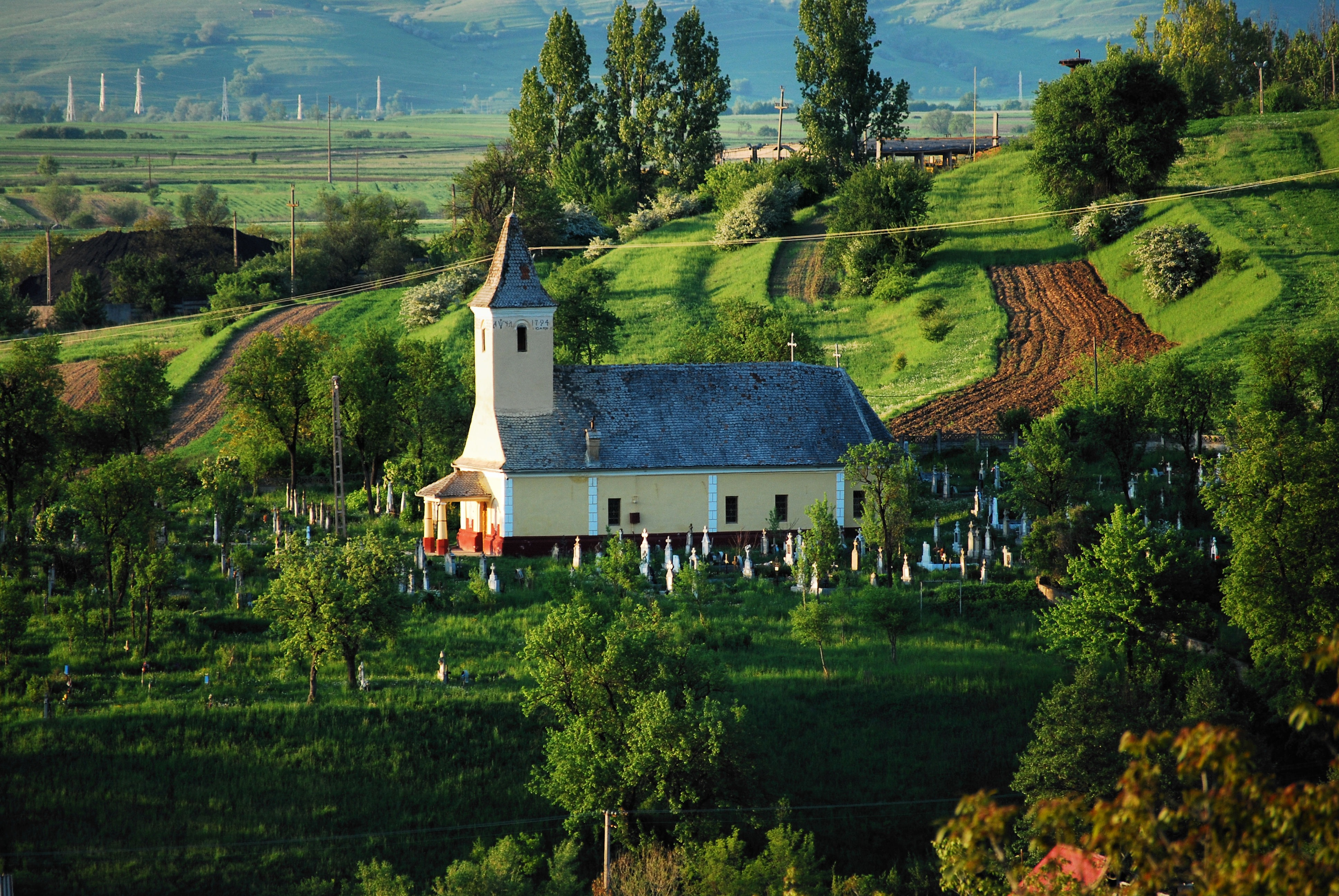
A kőtemplom